# 沈福宗
沈福宗（英文：Michael Alphonsius Shen Fu-Tsung，或Michel Sin、Michel Chin-fo-tsoung、Shen Fo-tsung；1657年—1692年），生于今江苏南京，是早期到達歐洲的中國人之一。中國史籍對他的生平隻字不載，西方史料卻對他的經歷和事跡有諸多描述。
1681年，沈福宗隨比利时教士柏應理由澳門啟程前往歐洲，一路遊歷了荷兰、意大利、法国和英格兰等歐洲六國。他們一行分別與教宗以及法国和英格兰兩國國王會見，并結識當地社會名流。沈福宗出國時隨身帶有中國儒家經典和諸子書籍四十多部，因此也就把中國語言文字、儒家道德哲學和波動說等文化傳到歐洲，幫助西方學家從事漢學研究。

## 早年
順治十四年（1657年，丁酉雞年）沈福宗生於江南省江寧府（今江苏南京），讀書後沒有參加科舉活動。他在結識當時在江南傳教的比利時耶穌會士柏應理後，從其學習拉丁文。康熙二十年（1681年），柏應理奉召向羅馬教廷陳述康熙帝對「儀禮問題」（Question des rites）的立場。離華之前，他約定與時年二十五歲的沈福宗和五十歲的吳歷等中國人同往歐洲。吳歷可能因體弱多病而未能成行。

## 歐洲之行

### 葡萄牙與羅馬
沈福宗一行於1681年12月5日自澳門啟航，途徑南洋各國，橫渡印度洋，再繞到非洲南端，於1682年在葡萄牙靠岸。他們先參觀了柏应理的出生地梅赫倫並拜訪了他的家人。後沈福宗在柏應理的安排下進入培養初級修士的神學學校——葡京里斯本初修院（Novitiatus）。他因為聰敏好學很好掌握了所學科目。而後沈福宗的老師為其取葡萄牙名Michel Alfonso，這個名字也從而成為沈福宗在英、法等國的代名。但是這個名字在不同的國家寫法會有些偏差。
當其還在里斯本學習時，柏應理先行至羅馬述職，順便請求教宗允許其可以用中文舉行彌撒。教宗得知有中國人在歐後，表示想與之會見的意愿。於是沈福宗從里斯本起身前往羅馬，並與柏應理一道將一批中國文獻贈予教宗英諾森十一世。這批書籍後被藏入梵蒂岡圖書館，這也是該館擁有的早期漢籍藏本。其後，沈福宗留居羅馬以為深造。

### 法國
1684年，沈福宗和柏應理應邀訪問法國。9月15日，法國國王路易十四會見了沈福宗一行，沈福宗也將《大學》、《中庸》和《論語》的拉丁文譯版贈給了路易十四，並請求在法國出版。沈福宗是歷史上第一個會見法國國王的漢人。會面時，路易十四不時向沈福宗提問，沈福宗則對答如流，一時便成為巴黎的新聞人物。
9月26日，路易十四宴請沈福宗。宴會上，路易十四詢問沈福宗如何使用中國餐具，於是沈福宗拾起桌上從中國進口的鑲金象牙筷，當場展示了使用筷子的方法。當時法國正流行「中國風」，沈福宗的適時到來使其結識了一些法國貴族、政府要員和社會名流。
據描述，他和柏应理還參加了一次王宮宴會。沈福宗身著青絲藍緞紋龍織錦。他們一行還參觀了聖路易王宮，並在那展出了中國絲畫藝術。
在沈福宗訪法期間，巴黎學者除了作出文字報道以外，還繪製了沈福宗的肖像畫。此畫現藏於巴黎國家圖書館的版畫部，藏品編號OE48，畫像作家應是9月26日宴會上的法國宮廷畫家。

### 英格兰
訪法結束後，沈福宗於1685年應邀出訪英格蘭，在倫敦與英格蘭國王詹姆斯二世會面。這是有記錄以來第一次中國人來到英國。詹姆斯二世年輕時就對中國歷史文物感興趣，即位以前就觀看中國戲劇、閱讀中國書籍。在與沈福宗會面之後，詹姆斯二世邀請他出席宮廷宴會，並讓英國宮廷畫師克內勒爵士為沈畫像，並將畫掛於其國王臥室。
沈福宗在牛津（一說在宮廷宴會上）遇見了托馬斯·海德，二者共同探討了中國歷史、哲學和語言等問題，沈福宗還教了海德一些中文。他們之間應該是用拉丁語交流的。
沈福宗還能對博德利圖書館的中國書籍一一分類，同時描述它們的內容，這都是當時期沒人能夠做到的事情。此外，他還向圖書館人員展示了如何翻閱中文書籍。

## 逝世
在英國居住了兩年之後，沈福宗回到法國與柏應理重聚，然後又一起在比利時居住了一段時間，最後從比利時前往荷蘭，等待商船返回中國。
1692年，沈、柏二人搭載荷蘭商船啟程返華，沿大西洋南下至非洲西海岸時，沈福宗突然染病，於9月2日在非洲東南葡屬東非（今莫桑比克）附近去世，得年三十六歲。

## 注解
1. 1 2 3 4 5 6  《沈福宗在17世紀歐洲的學術活動》，潘吉星
2. 1 2 3 4  David E. Mungello Curious Land: Jesuit Accommodation and the Origins of Sinology （页面存档备份，存于），1989年，夏威夷大學出版社，ISBN 0824812190，255頁
3. ↑  Franco Antoine, Synopsis annalium, Provinciae Lusitaniae, 387, Augusburg, 1762
4. ↑  The Meeting of Eastern and Western Art （页面存档备份，存于），Michael Sullivan，1989年，ISBN 0520212363，98頁
5. ↑  .   [2008-10-29]. （原始内容存档于2011-07-19）.
6. 1 2 3 4  BBC （页面存档备份，存于） Quote: Dr David Helliwell of Oxford University describes how Shen was the first person to catalogue the Chinese collection in the Bodleian Library, showing the librarian which way up to hold Chinese books as well as what they contained.
7. ↑  Lewis A. Maverick review of A Cycle of Cathay: The Chinese Vogue in England During the Seventeenth and Eighteenth Centuries，William W. Appleton，《The Far Eastern Quarterly》11卷，2號，1952年2月，246~247頁
8. ↑  .   [2008-10-29]. （原始内容存档于2011-07-19）.
9. ↑  The Dragon and the Eagle: The Presence of China in the American Enlightenment （页面存档备份，存于） Alfred Owen Aldridge，1993年，17頁
10. ↑  Chinese Books and Documents in the Jesuit Archives in Rome，Albert Chan，2002年，ISBN 0765608286，395頁